# Foniostaalvink
De foniostaalvink (Vidua camerunensis) is een vogel uit de familie van de Viduidae.

## Verspreiding en leefgebied
Deze soort komt voor van Sierra Leone tot oostelijk Kameroen, noordoostelijk Congo-Kinshasa en zuidelijk Soedan.